# بلا قلب
بلا قلب (بالإنجليزية: Heartless) هو مسلسل تلفزيوني درامي وغموض ورعب، عرض على القناة الخامسة في الدنمارك. ويتكون من 8 حلقات عرضت في جزء واحد بين عامي 2014 و2015. المسلسل من إخراج ناتاشا أرثي، وإنتاج روني فريدثيوف، وسيجني إميلي بيوركي، وبو مورتنسن. وفيه، يلتحق التوأمان «سيباستيان» و «صوفي» بمدرسة أوتسمانسجارد الداخلية على اكتشاف سر لعنة خارقة للطبيعة.

## القصة
لدى التوأمين صوفي وسيباستيان سرًا مظلماً قاتلاً: لكي يعيشا، يجب عليهما امتصاص الطاقة من الآخرين. إذا لم يتوقفوا في الوقت المناسب، فإن فريستهم تشتعل بطريقة ما وتحترق إلى رماد. في دار للأيتام، يحاول كل من صوفي وسيباستيان العثور على إجابات لحالتهما، الأمر الذي يقودهم إلى المدرسة الداخلية الكئيبة والتقليدية، أوتمانسجارد.
يجب على الأشقاء أن يتعاملوا مع المشاعر القوية عندما يواجهون أول قصة حب خطيرة، بينما يقاومون الرغبة في امتصاص الطاقة من الطلاب الآخرين. وتظهر ذكريات الماضي دورات من الخطيئة والمغفرة، الحياة والموت، الحب والخيانة، والساحرة والملعونين. وتنشأ علاقة حب بين صوفي وصديقتها يولي.

## الممثلون والشخصيات
- سيباستيان يسن في دور سيباستيان وهو أخ يريد أن يكون طبيعياً.[5]
- يولي زانينبيرج في دور صوفي وهي شقيقة سيباستيان الهادئة والمثقفة
- إميلي يوست في دور يولي وهي صديقة وحبيبة صوفي.
- نيكولاي كوبرنيكوس في دور ريكتور وهو والد يولي ومدير المدرسة.
- كاترين غريس روزنتهال في دور إيدا وهي أخت اميلي.

## الحلقات
يتكون المسلسل من 8 حلقات عرضت في جزء واحد بين عامي 2014 و2015.

## روابط خارجية
- بلا قلب على موقع IMDb (الإنجليزية)
- بلا قلب على موقع نتفليكس (الإنجليزية)
- بلا قلب على موقع كينوبويسك (الروسية)
- بلا قلب على موقع ألو سيني (الفرنسية)
- بلا قلب على موقع قاعدة بيانات الفيلم (الإنجليزية)